# 横山町 (桐生市)
横山町（よこやまちょう）は、群馬県桐生市の町名である。郵便番号は376-0055。

## 地理
桐生市の中部に位置する。東部は本町に、南部から西部・北部にかけて西久方町に接する。本町一・二・三丁目とともに、桐生市第一区に属する。
桐生市の旧市街地であり、古い町並みが残っている。町の西境を山手通りが通じている。町の東南部には阿弥陀如来を本尊とする栄昌寺があり、境内には弁才天を祀る弁天堂と徳川家康を祀る権現堂がある。

## 歴史
近世初期に創建された桐生新町の一部にあたる。横山町はかつて横町と呼ばれており、西久方町の寂光院付近にあった桐生陣屋と新町一丁目・二丁目を結ぶ道に沿って町が造成された歴史を持つ。
1889年（明治22年）の町村制施行により、桐生新町、新宿村、安楽土村、下久方村、上久方村平井が合併して桐生町が発足、桐生新町は桐生町の大字の一つとなる。1921年（大正10年）の市制施行を経て、1929年（昭和4年）に大字が廃止され現在の町名である「横山町」となった。

## 世帯数と人口
2022年（令和4年）1月31日現在の世帯数と人口は以下の通りである。
| 町丁   | 世帯数 | 人口  |
| ------ | ------ | ----- |
| 横山町 | 61世帯 | 145人 |

## 小・中学校の学区
市立小・中学校に通う場合、学区は以下の通りとなる。
| 番地 | 小学校           | 中学校             |
| ---- | ---------------- | ------------------ |
| 全域 | 桐生市立北小学校 | 桐生市立清流中学校 |

## 交通

### 鉄道
町内に鉄道駅はない。

### 道路
町の西端を山手通りが通過。

## 施設
- 栄昌寺

## 避難所
当町には桐生市に指定された指定緊急避難場所と指定避難所はない。